# زيامة منصورية
زيامة منصورية أو زيامة المنصورية هي بلدية جزائرية، مركز لدائرة زيامة منصورية التابعة لولاية جيجل. تقع في اقصى غرب ولاية جيجل بالحدود مع ولاية بجاية.

## الموقع الجغرافي
تقع في أقصى غرب الولاية يحدها من الشمال البحر الأبيض المتوسط ومن الشرق بلدية العوانة وبلدية سلمى ومن الغرب والجنوب الغربي ولاية بجاية ومن الجنوب الشرقي بلدية ايراقن سويسي.

## المساحة والسكان
مساحتها 102.31 كم² وعدد سكانها 12642 نسمة (2008)، أي بكثافة 123 نسمة لكل كم².

## إقتصاديا

### السياحة

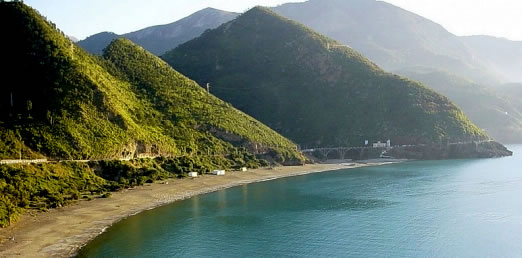
زيامة منصورية: الكورنيش الجيجلي

زيامة منصورية بلدية ساحلية وسياحية بالدرجة الأولى، وتعرف شواطئها إقبالا حقيقيا من قبل السياح من داخل وخارج الوطن. تمتاز بمرافق سياحية جد هامة منها فنادق ودور الشباب بوبلاطن.

أهم شوطئ البلدية :
- الشاطئ الأحمر
- شاطئ الملمش
- شاطئ الولجة
- شاطئ مارسيدي
- شاطئ الكهوف العجيبة
- شاطئ تازة

### الصيد البحري

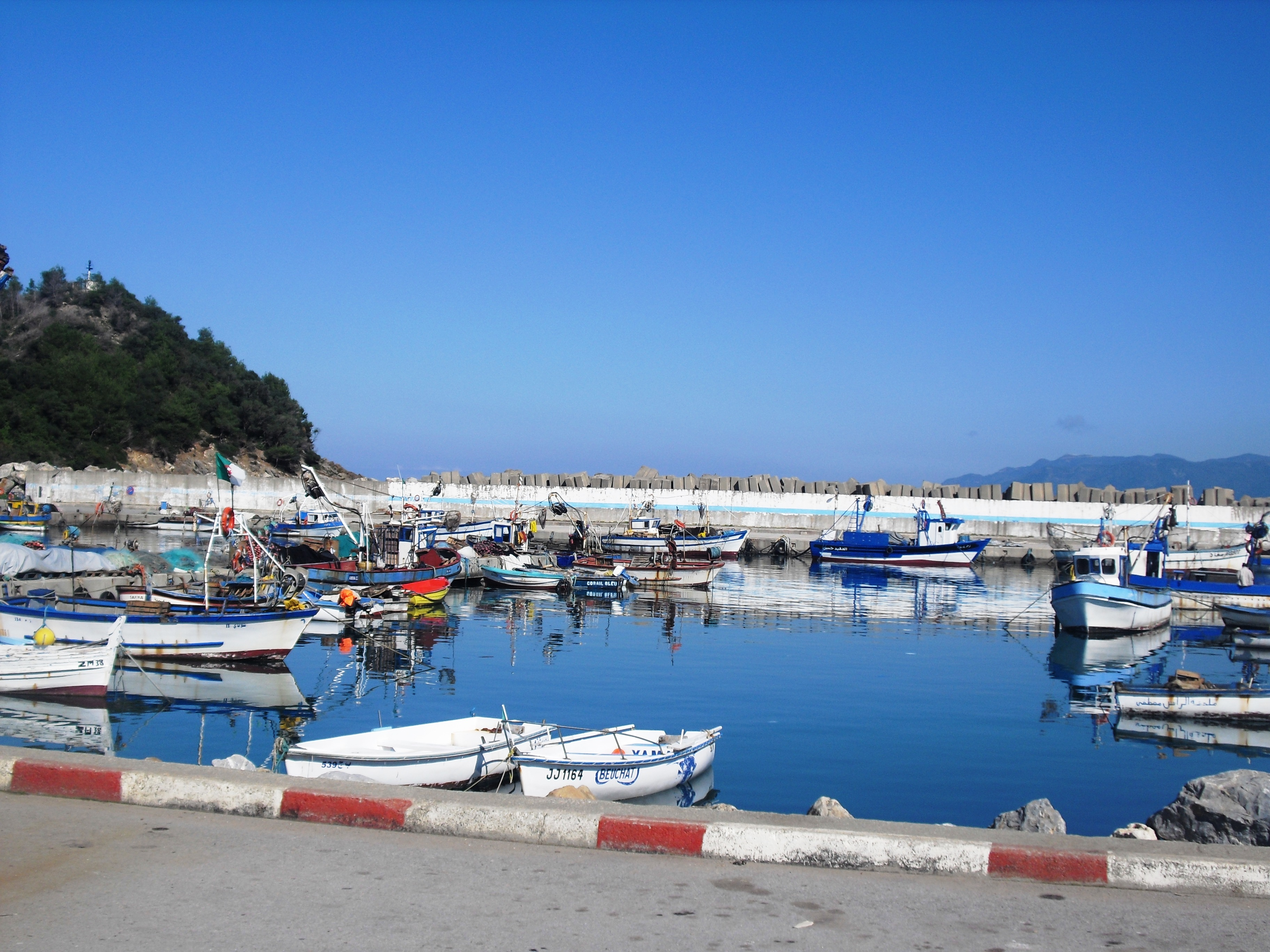
ميناء الصيد بزيامة منصورية (2011)

تتوفر زيامة المنصورية على ميناء للصيد البحري والذي يعتبر ثاني أهم مورد للبلدية بعد قطاع السياحة حيث يشتغل به الكثيرمن سكان المنطقة مما ساهم في امتصاص البطالة، كما يعتبر سمك السردين الذي تجلبه قوارب الصيد من أجود الأنواع.

## الصحة

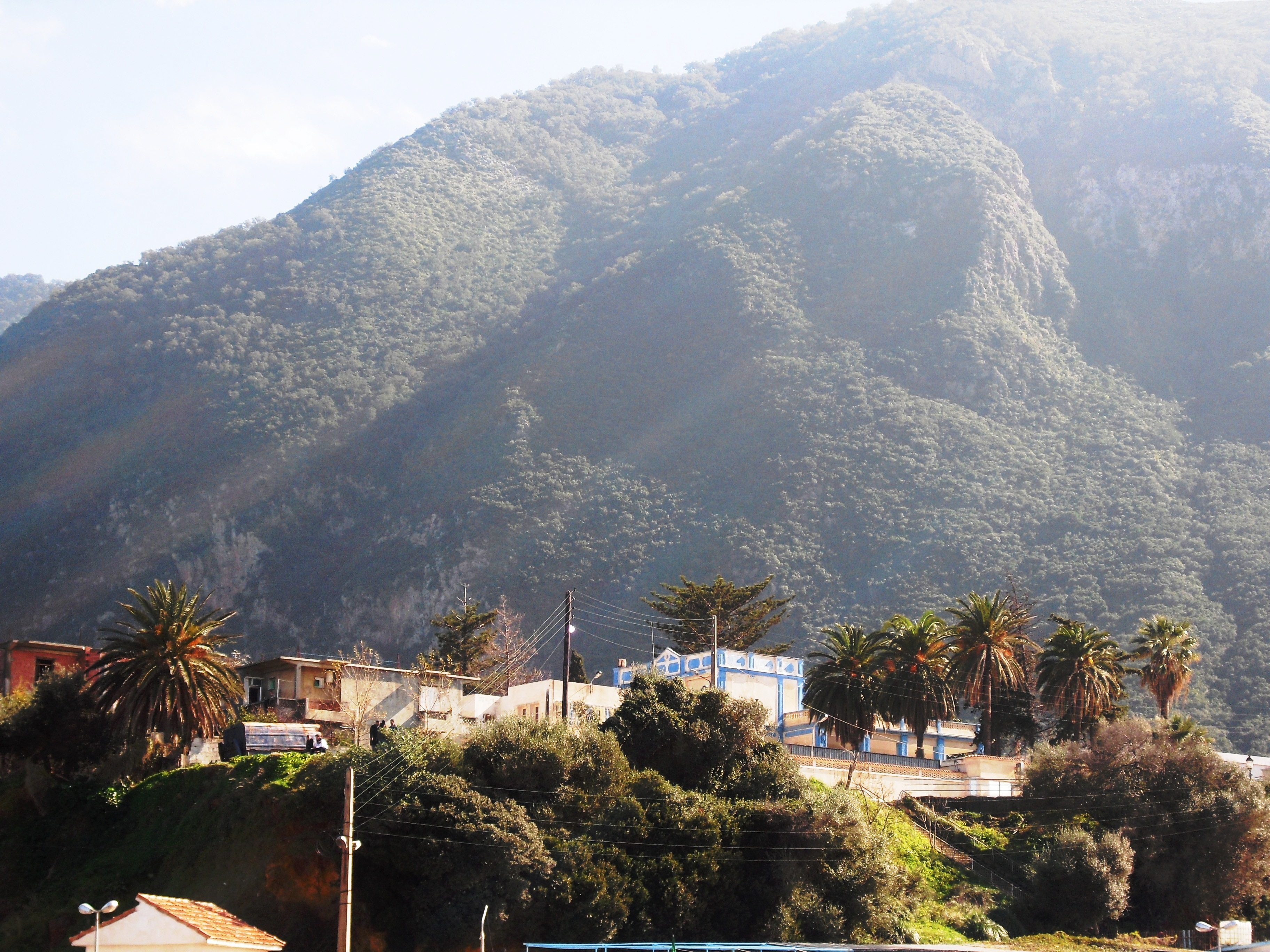
المركز الصحي لزيامة منصورية (2011)

## التعليم
الهياكل المدرسية
- متوسطتان متوسطة بوحوش إسماعيل ومتوسطة بلهوان
- ثانوية واحدة درباح محمد
- مركز للتكوين المهني عليش محمد
- مدرسة 18 فيفري بحي بقرز
- مدرسة ساحلي سليمان بحي عزيرو أعمر
- مدرسة علوطي مصطفى بحي عمروش علي
- مدرسة بوقاسي سعدة
- مدرسة بوخرص حسين
- مدرسة بوشتوت الهادي بتازة
- مدرسة الشريعة